# Kasia Smutniak
Kasia Smutniak, właśc. Katarzyna Anna Smutniak (ur. 13 sierpnia 1979 w Warszawie) – polsko-włoska aktorka filmowa i telewizyjna, modelka, która największą popularność zdobyła we Włoszech, gdzie pracuje i mieszka od lat. Doceniana za kreacje dramatyczne, jak i komediowe, bywa nazywana „młodszą siostrą Moniki Bellucci”.

## Życiorys

### Rodzina i edukacja
Urodziła się w Warszawie, w rodzinie rzymskokatolickiej, jako córka Zenona Ksawerego Smutniaka, generała lotnictwa polskiego, oraz pielęgniarki pracującej w pilskim szpitalu. Ze względu na zawód ojca rodzina często się przeprowadzała. Mieszkali m.in. w Monino pod Moskwą, gdzie ojciec studiował, a także w Radomiu, Tomaszowie Lubelskim i najdłużej w Pile.
Uczęszczała do I Liceum Ogólnokształcącego im. Marii Skłodowskiej-Curie w Pile. W wieku 16 lat uzyskała licencję pilota szybowcowego. Opanowała trzy języki obce: włoski, angielski i rosyjski.

### Kariera zawodowa
W wieku 15 lat w Warszawie zajęła drugie miejsce w eliminacjach do konkursu The Look Of The Year. Wyjechała na trzy miesiące do Tokio i uczyła się modelingu. Po powrocie zdała maturę. Mając 17 lat, przeniosła się do Włoch, gdzie rozpoczęła karierę jako modelka i została dostrzeżona przez agencję mody Why Not w Mediolanie. Wystąpiła w reklamach telewizyjnych, w tym operatora sieci komórkowej Telecom Italia Mobile. Wzięła udział w pokazach mody i pracowała na wybiegach, m.in. w Stanach Zjednoczonych, Londynie i Paryżu. Prezentowała kolekcje ubrań projektantów, takich jak Dolce & Gabbana, Mila Schön, Alessandro Sport Max, Laura Biagiotti, Romeo Gigli czy Valentino. Pojawiała się m.in. w „Elle”, „Vogue”, „Marie Claire” i „GQ”.
W 2000 zadebiutowała aktorsko jako Serena w komedii Al momento giusto. W 2002 w Polsce, za namową Bogusława Lindy, Janusz Zaorski obsadził ją w komedii sensacyjnej Haker z Bartoszem Obuchowiczem. Wystąpiła potem w telewizyjnym filmie sensacyjnym Michele Soavi Ultimo, czyli Ostatni 3 (Ultimo 3 − L'infiltrato, 2004) u boku Raoula Bovy i Paola Seganti. Za rolę Mavi w dramacie Nelle tue mani (2007) została uhonorowana Globo d’oro – Nagrodę Stowarzyszenia Prasy Zagranicznej we Włoszech w kategorii „Najlepsza debiutująca aktorka” oraz była nominowana do Nastro d’argento w kategorii „Europejska srebrna wstążka” i Globo d’oro w kategorii „Najlepsza aktorka”. W 2009 została twarzą włoskich perfum „Idole D’Armani” Giorgia Armaniego.
We francuskim filmie akcji Pozdrowienia z Paryża (From Paris with Love, 2010) według scenariusza Luca Bessona z Johnem Travoltą i Jonathanem Rhys-Meyersem wcieliła się w postać Caroline. Na przełomie sierpnia i września 2012 przeprowadziła ceremonie otwarcia i zamknięcia 69. MFF w Wenecji. Kreacja Janis Clementi w komedii Benvenuto Presidente! (2013) przyniosła jej nominację do Nastro d’argento w kategorii „Najlepsza aktorka pierwszoplanowa”. Z kolei za postać Eleny w komediodramacie Ferzana Özpetka Zapnijcie pasy (Allacciate le cinture, 2014) zdobyła Nastro d’argento w kategorii „Najlepsza aktorka pierwszoplanowa” oraz nominację do David di Donatello w kategorii „Najlepsza aktorka pierwszoplanowa”. Jako Manuela Paris w dramacie telewizyjnym Rai 1 Limbo (2015) z Adriano Gianninim otrzymała nagrodę dla najlepszej aktorki na MFF w Rzymie. W 2016 zagrała Evę, jedną z głównych bohaterek włoskiego przeboju kinowego Dobrze się kłamie w miłym towarzystwie. W tę samą postać wcieliła się w polskim remaku filmu (Nie)znajomi (2019).  W czerwcu 2018 odebrała kolejną w jej karierze nagrodę Srebrną Taśmę – nagrodę Stowarzyszenia Włoskich Krytyków Filmowych (SNGCI) dla najlepszej aktorki drugoplanowej za rolę Kiry w komediodramacie biograficznym Paolo Sorrentino Oni (Loro, 2018) o byłym włoskim premierze Silvio Berlusconim (w tej roli Toni Servillo).
W czerwcu 2018 dostała angaż w nowej hollywoodzkiej wersji przygód Doktora Dolittle według powieści Hugh Loftinga The Voyage of Doctor Dolittle, gdzie obok Roberta Downeya Jr. w roli tytułowej, w gwiazdorskiej obsadzie znaleźli się: Antonio Banderas, Tom Holland, Selena Gomez, Emma Thompson, Ralph Fiennes, Octavia Spencer, Carmen Ejogo, Marion Cotillard, Frances de la Tour i John Cena.
W 2023 zadebiutowała jako reżyserka filmem dokumentalnym Mur o wydarzeniach na granicy polsko-białoruskiej. Za film otrzymała nagrodę na międzynarodowym festiwalu w Terni. W 2024 otrzymała Nagrodę Nastro d’argento (srebrna taśma) dla dokumentów przyznana przez włoskich krytyców filmowych w kategorii: Cinema del reale (Kino rzeczywistości).

## Życie prywatne
Na planie dramatu wojennego Radio West (2003) poznała włoskiego aktora telewizyjnego Pietro Taricone, co stało się przyczynkiem jej przeprowadzki z Mediolanu do Rzymu. 4 września 2004 urodziła się ich córka, Sophie. 28 czerwca 2010 Pietro Taricone uległ nieszczęśliwemu wypadkowi spadochronowemu, w efekcie którego następnego dnia zmarł w szpitalu, nie odzyskując przytomności. W 2011 związała się z producentem filmowym Domenico Proccacim, z którym ma syna Leone (ur. w sierpniu 2014). Para pobrała się we wrześniu 2019. 
Od 2013 choruje na bielactwo nabyte.
Jest mocno zaangażowana w pomoc mieszkańcom Nepalu. Założyła fundację imienia Pietra Taricone oraz zainicjowała budowę szkoły w jednym z najbardziej odizolowanych zakątków tego kraju, znanym pod nazwą Mustang. Budynek powstawał przez cztery lata – szkoła działa od lipca 2016.   

## Nagrody i nominacje
| Rok  | Nagroda                          | Kategoria                         | Film                                                   | Rezultat  |
| ---- | -------------------------------- | --------------------------------- | ------------------------------------------------------ | --------- |
| 2008 | Globo d’oro                      | Najlepsza debiutująca aktorka     | Nelle tue mani (2007)                                  | Wygrana   |
| 2008 | Globo d’oro                      | Najlepsza aktorka                 | Nelle tue mani (2007)                                  | Nominacja |
| 2008 | Nastro d’argento                 | Najlepsza aktorka                 | Nelle tue mani (2007)                                  | Wygrana   |
| 2009 | Nastro d’argento                 | Najlepsza debiutująca aktorka     | Tutta colpa di Giuda (2009)                            | Wygrana   |
| 2011 | Złoty Graal                      | Najlepsza aktorka komediowa       | La passione (2010)                                     | Nominacja |
| 2013 | Nastro d’argento                 | Najlepsza aktorka                 | Tutti contro tutti (2013)/Benvenuto Presidente! (2013) | Nominacja |
| 2014 | David di Donatello               | Najlepsza aktorka                 | Zapnijcie pasy (Allacciate le cinture, 2014)           | Nominacja |
| 2014 | Nastro d’argento                 | Najlepsza aktorka pierwszoplanowa | Zapnijcie pasy (Allacciate le cinture, 2014)           | Wygrana   |
| 2016 | Nastro d’argento                 | Specjalna Srebrna Taśma           | Perfetti sconosciuti (2016)                            | Wygrana   |
| 2017 | Nastro d’argento                 | Nino Manfredi Award               | Moglie e marito (2017)                                 | Wygrana   |
| 2017 | Vaughan Int'l Film Festival      | Najlepsza aktorka                 | Moby Dick (2017)                                       | Nominacja |
| 2017 | Fano International Film Festival | Pierwsza bezwarunkowa nagroda     | Moby Dick (2017)                                       | Wygrana   |
| 2018 | Vaughan Int'l Film Festival      | Najlepsza aktorka                 | Moby Dick (2017)                                       | Nominacja |
| 2018 | Nastro d’argento                 | Najlepsza aktorka drugoplanowa    | Oni 1 (Loro 1, 2018)/Oni 2 (Loro 2, 2018)              | Wygrana   |

## Filmografia

### Filmy fabularne
| Rok  | Tytuł                                                                                  | Rola                     | Reżyser                          |
| ---- | -------------------------------------------------------------------------------------- | ------------------------ | -------------------------------- |
| 2000 | Al momento giusto                                                                      | Serena                   | Gaia Gorrini, Giorgio Panariello |
| 2002 | Haker                                                                                  | Laura                    | Janusz Zaorski                   |
| 2004 | Ultimo, czyli Ostatni 3 (Ultimo 3 – L’infiltrato, TV)                                  | Anna De Rosa             | Michele Soavi                    |
| 2004 | Radio West                                                                             | Liliana                  | Alessandro Valori                |
| 2004 | Ora e per sempre                                                                       | Sally                    | Vincenzo Verdecchi               |
| 2004 | 13dici a tavola                                                                        | Anna                     | Enrico Oldoini                   |
| 2007 | Giuseppe Moscati (Giuseppe Moscati: L'amore che guarisce, TV)                          | Elena Cajafa             | Giacomo Campiotti                |
| 2007 | Nelle tue mani                                                                         | Mavi                     | Peter Del Monte                  |
| 2007 | Rino Gaetano – Ma il cielo è sempre più blu (TV)                                       | Irene                    | Marco Turco                      |
| 2008 | Cichy chaos (Caos calmo)                                                               | Jolanda                  | Antonio Luigi Grimaldi           |
| 2008 | Carnera – wielki mistrz (Carnera: The Walking Mountain)                                | Emilia Tersini           | Renzo Martinelli                 |
| 2009 | Tutta colpa di Giuda                                                                   | Irena Mirkovic           | Davide Ferrario                  |
| 2009 | Gol 3 (Goal! III)                                                                      | Sophia Rossi             | Andrew Morahan                   |
| 2009 | Barbarossa: Klątwa przepowiedni (Barbarossa)                                           | Eleonora                 | Renzo Martinelli                 |
| 2010 | Pozdrowienia z Paryża (From Paris with Love)                                           | Caroline                 | Pierre Morel                     |
| 2010 | Scontro di civiltà per un ascensore a Piazza Vittorio                                  | Giulia                   | Isotta Toso                      |
| 2010 | La passione                                                                            | Caterina                 | Carlo Mazzacurati                |
| 2012 | Die vierte Macht                                                                       | Katja                    | Dennis Gansel                    |
| 2013 | Volare – historia Domenico Modugno (Volare – La grande storia di Domenico Modugno, TV) | Franca                   | Riccardo Milani                  |
| 2013 | Tutti contro tutti                                                                     | Anna                     | Rolando Ravello                  |
| 2013 | Benvenuto Presidente!                                                                  | Janis                    | Riccardo Milani                  |
| 2014 | Zapnijcie pasy (Allacciate le cinture)                                                 | Elena                    | Ferzan Özpetek                   |
| 2014 | Caserta Palace Dream (film krótkometrażowy)                                            | Maria Amalia di Sassonia | James McTeigue                   |
| 2015 | Limbo (TV)                                                                             | Manuela Paris            | Lucio Pellegrini                 |
| 2015 | Cudowny Boccaccio (Maraviglioso Boccaccio)                                             | Ghismunda                | Paolo i Vittorio Taviani         |
| 2016 | Dobrze się kłamie w miłym towarzystwie (Perfetti sconosciuti)                          | Eva                      | Paolo Genovese                   |
| 2017 | Moby Dick (film krótkometrażowy)                                                       | Bianca                   | Nicola Sorcinelli                |
| 2017 | Żona czy mąż? (Marito e mogile)                                                        | Sofia                    | Simone Godano                    |
| 2018 | Made in Italy                                                                          | Sara                     | Luciano Ligabue                  |
| 2018 | Oni (Loro)                                                                             | Kira                     | Paolo Sorrentino                 |
| 2018 | Oni 2 (Loro 2)                                                                         | Kira                     | Paolo Sorrentino                 |
| 2018 | Il ragazzo più felice del mondo                                                        | słynna aktorka           | Gian Alfonso Pacinotti           |
| 2018 | La profezia dell'armadillo                                                             | operatorka ekologiczna   | Emanuele Scaringi                |
| 2018 | La prima pietra                                                                        | Signora Hatab            | Rolando Ravello                  |
| 2019 | Słodki koniec dnia (Dolce Fine Giornata)                                               | Anna                     | Jacek Borcuch                    |
| 2019 | (Nie)znajomi                                                                           | Ewa                      | Tadeusz Śliwa                    |
| 2020 | Doktor Dolittle                                                                        | Lily Dolittle            | Stephen Gaghan                   |

### Seriale TV
| Rok  | Tytuł                                     | Rola             | Uwagi       |
| ---- | ----------------------------------------- | ---------------- | ----------- |
| 2006 | Questa è la mia terra                     | Giulia Corradi   | 3 odcinki   |
| 2006 | La moglie cinese                          | Ilja             | 4 odcinki   |
| 2008 | Questa è la mia terra vent’anni dopo      | Giulia Corrad    | 2 odcinki   |
| 2008 | Komisarz De Luca (Il commissario De Luca) | Laura Utimperger | 1 odcinek   |
| 2014 | Buio                                      |                  |             |
| 2014 | In Treatment                              | Sara             | 8 odcinków  |
| 2019 | Devils                                    | Nina Morgan      | 10 odcinków |